# زهرة سلامي
زهرة سلامي (1935 - 23 مارس 2010)، صحفية ونشطة سياسية وزوجة أول رئيس للجمهورية الجزائرية أحمد بن بلة.
بدأت حياتها المهنية كصحفية بالمجلة الدورية «الثورة الأفريقية» الصادرة بالجزائر التي كانت تُعد آنذاك لسان حال جبهة التحرير الوطني. عرفت بتوجهها الماوي وبمعارضتها لنظام الحكم الجزائري. غير أنها قبلت بالزواج بأحمد بن بلة الرئيس المخلوع والمسجون ورافقته في السجن والإقامة الجبرية.

## وفاتها
توفيت في 23 مارس 2010 بباريس ونقلت إلى أرض الوطن في نفس اليوم. جنازة حظيت بحضور رسمي لافت على رأسه الرئيس بوتفليقة تكريما وتنويها بمسارها الثوري والعائلي. دفنت في مقبرة العالية بالجزائر العاصمة.

## تكريمها
كرمت الصحفية زهرة سلامي بعد الوفاة على «شجاعتها» من بين ثماني نساء «مستحقات» في 8 مارس 2015.